# Chasing Yesterday
Chasing Yesterday är Noel Gallagher's High Flying Birds andra album. Det släpptes 2 mars 2015.

## Låtlista
| Nr  | Titel                                                           | Längd |
| --- | --------------------------------------------------------------- | ----- |
| 1.  | Riverman                                                        | 5:42  |
| 2.  | In The Heat Of The Moment                                       | 3:29  |
| 3.  | The Girl With X-Ray Eyes                                        | 3:20  |
| 4.  | Lock All The Doors                                              | 3:42  |
| 5.  | The Dying Of The Light                                          | 5:11  |
| 6.  | The Right Stuff                                                 | 5:27  |
| 7.  | While The Song Remains The Same                                 | 4:16  |
| 8.  | The Mexican                                                     | 3:46  |
| 9.  | You Know We Can't Go Back                                       | 3:46  |
| 10. | Ballad Of The Mighty I                                          | 5:15  |
| 11. | Do The Damage (Bonus Track, Deluxe Edition)                     | 3:10  |
| 12. | Revolution Song (Bonus Track, Deluxe Edition)                   | 3:33  |
| 13. | Freaky Teeth (Bonus Track, Deluxe Edition)                      | 3:53  |
| 14. | In The Heat Of The Moment (Remix) (Bonus Track, Deluxe Edition) | 6:01  |